# 22581 Розагемфіл
22581 Розагемфіл (22581 Rosahemphill) — астероїд головного поясу, відкритий 21 квітня 1998 року.
Тіссеранів параметр щодо Юпітера — 3,505.